# サン・マルティーノ・ディ・ヴェネッツェ
サン・マルティーノ・ディ・ヴェネッツェ（伊: San Martino di Venezze）は、イタリア共和国ヴェネト州ロヴィーゴ県にある、人口約3,700人の基礎自治体（コムーネ）。

## 地理

### 位置・広がり

#### 隣接コムーネ
隣接するコムーネは以下の通り。括弧内のPDはパドヴァ県、VEはヴェネツィア県所属を示す。
- アドリア
- アングイッラーラ・ヴェーネタ (PD)
- カヴァルツェレ (VE)
- ペットラッツァ・グリマーニ
- ロヴィーゴ
- ヴィッラドーゼ

### 気候分類・地震分類
サン・マルティーノ・ディ・ヴェネッツェにおけるイタリアの気候分類 (it) および度日は、zona E, 2466 GGである。
また、イタリアの地震リスク階級 (it) では、zona 3 (sismicità bassa) に分類される。